# أندورة (إيطاليا)
أندورة (بالإيطالية: Andora)‏ أو مارينا دي أندورة (بالإيطالية: Marina di Andora)‏ هي بلدة على الريفيرا الإيطالية في منطقة لغرية، وتعد جزءاً من مقاطعة سفونة.

## الجغرافيا والمناخ
تقع أندورة في الجزء الغربي من الريفيرا الإيطالية بين كابو ميلي في الشرق وكابو ميموسا في الغرب. يتمتع هذا الساحل، المسمى ريفيرا ديل بالمي، بموقع مركزي حول سافونا. يحدها من الغرب ريفيرا دي فيوري الذي يمتد من فرنسا إلى تشيرفو. بلغ عدد سكان أندورة 7638 نسمة في عام 2008 وفقًا لتقرير إيستات الذي يرتفع بشكل كبير في الصيف.
البلدة الأصلية تقع على تل منخفض على ضفاف نهر ميرولا. تطورت مارينا دي أندورة كساحل منذ العصور الوسطى، بدءاً كمركز لصيد الأسماك وصناعة القوارب، ولاحقًا كمركز سياحي. تبعد عن سافونا 255 كلم، وعن إمبيريا 65 كلم، وعن سانريمو 100 كلم، وعن جنوة 200 كلم. يشمل إقليمها جزءاً من مجتمع الجبال الإنغاوني.

## التاريخ
يعود أول استيطان في أندورة إلى القرن الثامن قبل الميلاد عندما هرب الفينيقيون من آسيا الصغرى. خلال الإمبراطورية الرومانية شهدت المدينة تطورًا كبيرًا بسبب موقعها الاستراتيجي. وفي عام 951، بعد غزو القوط، أصبحت جزءًا من ماركا أليمانيكا، وفي عام 1091 أصبحت تحت سيطرة بونيفاتشيو دي فاستو. في عام 1252 انتقلت إلى جمهورية جنوة، مما أدى إلى فترة سلام استمرت خمسة قرون. وفي هذه الفترة، زُرِعَت أشجار الزيتون وأُنتِج زيت الزيتون وازدهرت صناعة الصيد وبناء القوارب.

## المعالم الرئيسية
تشمل المعالم التاريخية في أندورة نواة تاريخية تقع على تلة تضم بقايا قلعة كلافيسانا، وكنيسة القديسين جاكومو وفيلب المبنية بالحجر المحلي على الطراز الروماني المتأخر، والجسر الروماني على نهر ميرولا.

## السياحة والترفيه
أندورة هي منتجع سياحي بفضل شواطئها الرملية الطويلة وتضم عددًا من الفنادق والنزل. تشمل الأنشطة المائية الإبحار، وركوب الأمواج، والتزلج على الماء، كما يمكن القيام برحلات مراقبة الحيتان من المارينا.

## الاقتصاد
يعتمد النشاط الاقتصادي الرئيسي في أندورة على السياحة بفضل الشواطئ الرملية الواسعة، ويصل عدد السكان في الصيف إلى 70,000 نسمة. وتعتبر أندورة أيضًا بلدة زراعية تنتج الريحان لإعداد البيستو، إضافةً إلى زراعة الفواكه والخضروات والزيتون.

## النقل
تقع أندورة على طريق الساحل فيا أورليا، ويوجد مخرج لأندورة على الطريق السريع A10. أقرب المطارات هي مطار جنوة كريستوفورو كولومبو ومطار نيس كوت دازور.

## المدن التوأم
أندورة متوأمة مع:
- لارفيك، النرويج (2006)

## المواقع البارزة
يوجد نواة تاريخية على تل في الداخل حول بقايا قلعة كلافيزانا. تحتوي على كنيسة القديسين يعقوب وفيليب.